# 厄瓜多尔电灯花
厄瓜多尔电灯花是花荵科电灯花属下的一个物种，为厄瓜多尔特有植物。种加词意思是厄瓜多尔的。